# 敖德薩 (內布拉斯加州)
敖德薩（英語：Odessa）是位於美國內布拉斯加州水牛縣的普查規定居民點。

## 歷史
敖德薩的郵局自1876年營運至今。

## 人口
根據2020年美國人口普查的數據，敖德薩的面積為4.72平方千米，皆為陸地。當地共有人口132人，而人口密度為每平方千米27.97人。